# Aquarium (álbum)
Aquarium é o álbum de estreia da banda Aqua, lançado a 26 de março de 1997.

## Faixas
1. "Happy Boys & Girls" -	3:37
2. "My Oh My" - 3:22
3. "Barbie Girl" - 3:14
4. "Good Morning Sunshine" - 4:05
5. "Doctor Jones" - 3:22
6. "Heat of the Night" - 3:33
7. "Be a Man" - 4:22
8. "Lollipop (Candyman)" - 3:35
9. "Roses Are Red" - 3:43
10. "Turn Back Time" - 4:10
11. "Calling You" - 3:33
12. "Didn't I" - 3:17

| Críticas profissionais                                                      | Críticas profissionais |
| Avaliações da crítica                                                       | Avaliações da crítica  |
| Fonte                                                                       | Avaliação              |
| --------------------------------------------------------------------------- | ---------------------- |
| allmusic                                                                    | [ 2 ]                  |
| Entertainment Weekly                                                        | (C)                    |
| Spin                                                                        | (6/10)                 |
| Esta tabela precisa de ser acompanhada por texto em prosa. Consulte o guia. |                        |

## Paradas
| Ano  | Parada              | Posição |
| ---- | ------------------- | ------- |
| 1997 | Billboard 200       | 7       |
| 1997 | Top Canadian Albums | 1       |

## Certificações
| Parada/País           | Posição | Certificação            |
| --------------------- | ------- | ----------------------- |
| U.S. Billboard 200    | 7       | 3× Platina              |
| Top Internet Albums   | 82      | 3× Platina              |
| ARIA Charts           | 1       | 6× Platina              |
| Brasil                | —       | Ouro                    |
| Canadian Albums Chart | 1       | 10× Platina ( Diamante) |
| Espanha               | 1       | 5× Platina              |
| Suécia                | 1       | 5× Platina              |
| UK Albums Chart       | 6       | Platina                 |